# Прощай, Леонора
«Прощай, Леонора» (итал. Leonora addio) — художественный фильм 2022 года итальянского режиссёра Паоло Тавиани с Фабрицио Ферракане, Роберто Герлицка и Клаудио Бигальи в главных ролях. Был показан на 72-м Берлинском кинофестивале, получил премию ФИПРЕССИ.

## Сюжет
Действие картины происходит в послевоенной Италии. Останки Луиджи Пиранделло везут из Рима на Сицилию, а позже на экране начинается воссоздание одного из произведений этого писателя, рассказа «Гвоздь».

## В ролях
- Фабрицио Ферракане — депутат Агридженто
- Роберто Герлицка — Луиджи Пиранделло
- Клаудио Бигальи — епископ
- Мартина Каталфармо — Лиетта Пиранделло
- Натали Рапти Гомес — донна Буона
- Биаджо Бароне — дон Биаджо

## Релиз и оценки
Картина стала единственной работой Паоло Тавиани, снятой им после смерти брата Витторио в 2018 году. Сам Паоло умер в 2024 году, так что «Прощай, Леонора» — его последний фильм.
Премьерный показ «Прощай, Леонора» состоялся в феврале 2022 года на 72-м Берлинском кинофестивале. Критики характеризуют картину как «сюрреалистический байопик». Она получила премию ФИПРЕССИ за лучший фильм.